# Saint-Aubin-du-Thenney
Saint-Aubin-du-Thenney – miejscowość i gmina we Francji, w regionie Normandia, w departamencie Eure. Nazwa miejscowości pochodzi od imienia św. Albina.
Według danych na rok 1990 gminę zamieszkiwało 300 osób, a gęstość zaludnienia wynosiła 21 osób/km² (wśród 1421 gmin Górnej Normandii Saint-Aubin-du-Thenney plasuje się na 613 miejscu pod względem liczby ludności, natomiast pod względem powierzchni na miejscu 161).